# Litsea ovalauensis
Litsea ovalauensis är en lagerväxtart som beskrevs av André Joseph Guillaume Henri Kostermans. Litsea ovalauensis ingår i släktet Litsea och familjen lagerväxter. Inga underarter finns listade i Catalogue of Life.